# Венера і Адоніс (Тіціан)

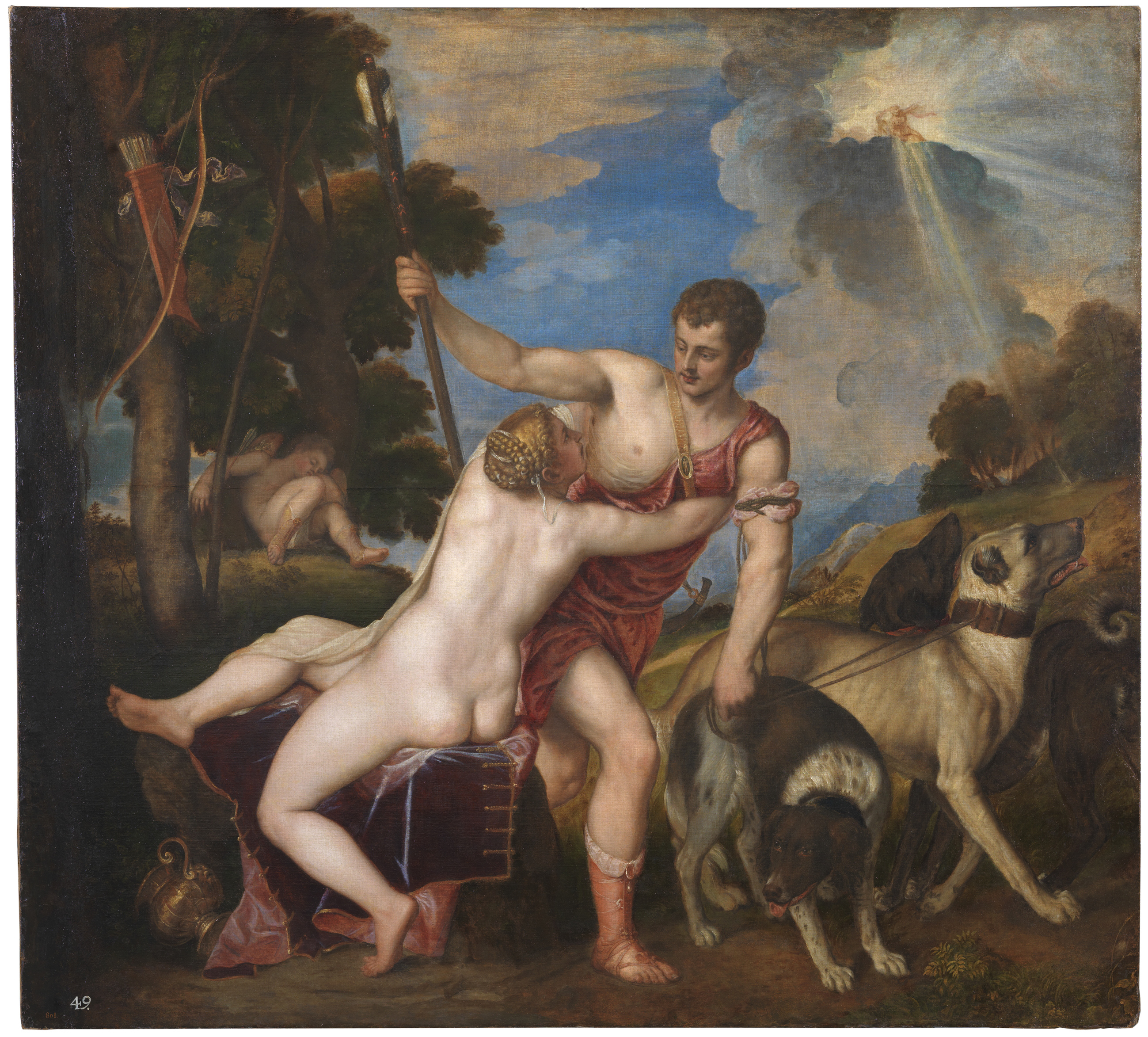
«Венера і Адоніс» Тіціана, Прадо, 1554. «Прадський тип»

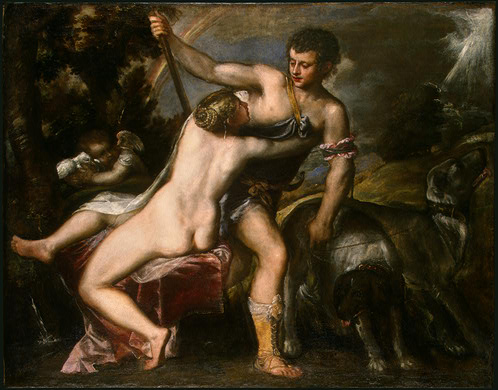
Національна галерея мистецтва, Вашингтон. Приклад «Фарнезеський тип».

«Венера і Адоніс» — композиція венеціанського художника епохи Відродження Тіціана, яку багаторазово відтворювали, як сам Тіціан, так і його помічники в майстерні чи інші художники. Загалом існує близько тридцяти версій, які можуть бути датовані XVI століттям. Незрозуміло, яка з наявних версій є оригінальною або первинною, а також дискусійним є питання про те, наскільки сам Тіціан був причетний до створення збережених версій. Існує точна дата лише для однієї версії — тієї, яка зберігається в Прадо в Мадриді, яка задокументована в листуванні між Тіціаном і Філіпом II в 1554 році. Однак, як видається, це пізнє повторення композиції, вперше намальованої значно раніше, можливо, ще в 1520-х роках. Ймовірно, популярність картини частково зумовлена наготою Венери.
У версії Прадо дія відбувається на світанку і показує, як молодий Адоніс відривається від Венери, своєї коханої. Він носить оперений спис або «дротик», зброю, яку часто використовували на полюванні в XVI столітті. Поводи його трьох собак намотані навколо його руки справа. Під деревами позаду них, ліворуч, спить Купідон, а його лук і сагайдак зі стрілами звисають з дерева; що символізує відсутність кохання. Високо в небі на колісниці їде фігура; це або Венера з подальшої історії, або Аполлон чи Сол, що представляють світанок. Венера сидить на скелі, вкрита багатим покривалом з золотими тасьмами та ґудзиками (а не військовою курткою, як іноді вважають). В Адоніса на поясі висить ріг; його вбрання класичне, запозичене з римських скульптур.
Вважається, що основним джерелом твору був римський поет Овідій, хоча пропонуються й інші літературні та візуальні джерела. У X книзі «Метаморфоз» Овідія Адоніс — прекрасний юнак, королівська сирота, який проводить час на полюванні. Венера закохується в нього після того, як одна зі стріл Амура помилково в неї влучає. Вони полюють разом, але вона уникає лютих тварин і попереджає його про них, посилаючись на історію Аталанти. Одного разу, коли  Адоніс полював наодинці його вдарив поранений кабан. Венера в небі на своїй колісниці чує його крики, але не може його врятувати. У деяких версіях смерть Адоніса показана вдалині праворуч. В Овідія саме Венера йде першою, а Адоніс, який тягне себе геть, здається, є вигадкою Тіціана, за що його дехто критикував.

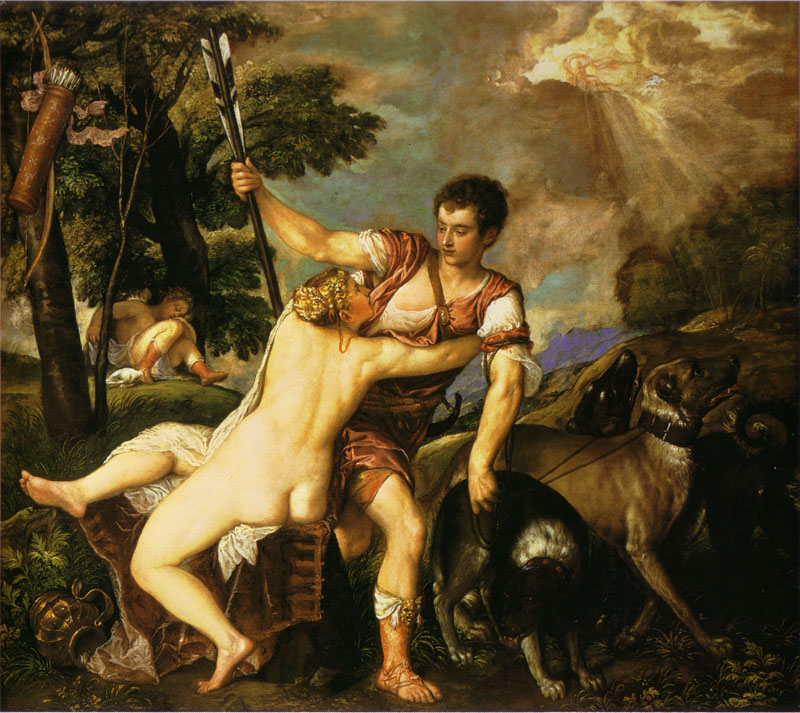
«Лозаннська версія», позичена Музею Ешмола в Оксфорді, але виставлена на аукціон у 2022 році.

Гарольд Ветхі описав два основні типи композиції, назвавши їх «Прадо» та «Фарнезе»; тип Прадо є найпоширенішим і описаний вище. Альтернативні терміни — «три собаки» та «два собаки». Вони багато в чому однакові, але тип Фарнезе має більш щільне обрізання об'єкта та ширшу форму, втрачаючи більшу частину неба. Піднята рука Адоніса знаходиться трохи нижче краю картини, тому пір'я на списі не видно, як і колісниці в небі, хоча сонце пробивається крізь хмари приблизно в тому ж місці. На землі зліва є лише два пси і немає золотої посудини. Купідон наближається до головної пари, і тепер він прокинувся, тримаючи в руках голуба.

## Прадські версії

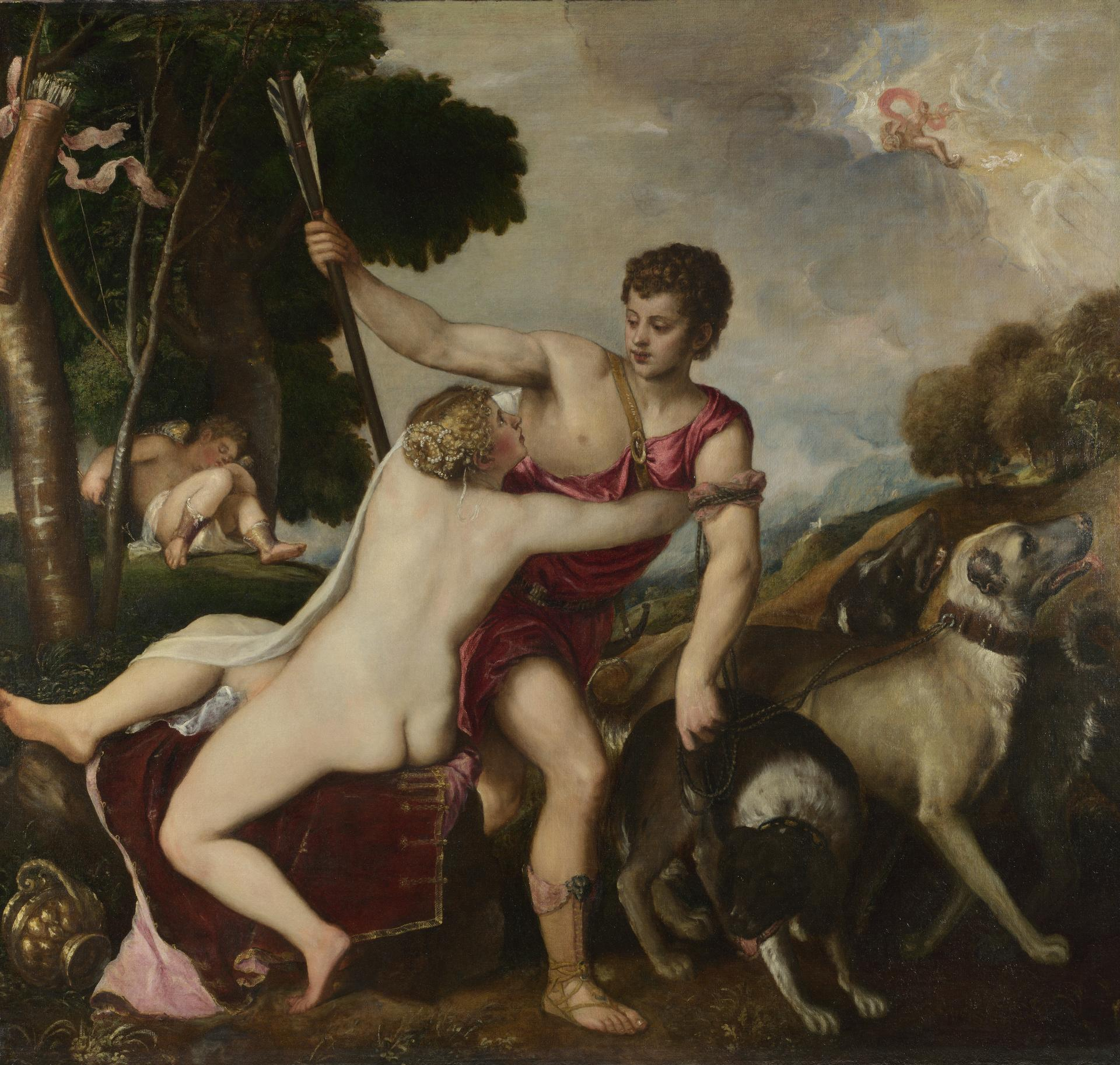
Національна галерея, Лондон

Висота цих версій коливається від 160—200 см, але ширина більш стабільна на 190—200 см. Усі версії Фарнезе значно менші, але їх щільніша композиція робить фігури приблизно однакового розміру.

### Прадо, Мадрид
Версія, яка зараз зберігається в Мадридському музеї Прадо, вважається найранішою зі збережених версій. Хоча документально підтверджено лише 1626 року, зазвичай вважається, що це картина, задокументована як надіслана Тіціаном у вересні 1554 року королю Іспанії Філіппу II у Лондон (тоді він був одружений з Марією Тюдор і фактично ще не був королем Іспанії, а був королем Англії), як було оголошено в листі, який зберігся. Філіп отримав його в грудні і написав придворному зі скаргою на «складку, зроблену в упаковці». Картина Прадо має шов, де два шматки полотна були з'єднані, «що справді зараз дуже помітно».
Теорія, запропонована Вільямом Р. (Роджером) Ріріком, полягала в тому, що ця перша картина насправді була «лозаннською» версією, і Тіціан згодом надіслав іншу версію, ту, що зараз знаходиться в Прадо, але вона відкидається Ніколасом Пенні і залишається спірною. Адоніс на ній виглядає старшим, ніж на інших версіях, а тіло Венери коротше; можливо, пізніші версії були зроблені шляхом копіювання лондонської версії, яка збереглася у венеціанській студії. Версія з Прадо, принаймні, здебільшого виконана Тіціаном, хоча Пенні вважає, що голова Венери «розчаровує».
Це була частина серії міфологічних картин під назвою «Поезії», призначених для короля Іспанії Філіпа II. «Венера і Адоніс» були розроблені для перегляду поруч із Данаєю, першою з «Поезії», яка була доставлена в 1553 році, хоча вони не однакового розміру. Пізніша версія «Данаї» тепер експонується в одній залі Прадо з іншими картинами Тіціана.
У листі до Філіпа Тіціан пояснив, що дві картини будуть пропонувати контрастні види спереду та ззаду оголеної Венери, таким чином дозволяючи живопису конкурувати зі скульптурою. Окрім цього, сучасні свідчення показують, який потужний вплив ці картини мали на глядачів-чоловіків. Вдавлений зад сидячої Венери на цій картині все ще був новинкою в мистецтві і вважався винятково еротичним. Венеціанський критик Лодовіко Дольче вихваляв (у версії Прадо) «чудовий витвір майстерності… в тому, що в її задніх частинах можна розпізнати розтягнення плоті, викликане сидінням… немає людини з таким гострим зором і проникливістю, яка б, побачивши її, не повірила, що вона жива; немає людини, настільки охолодженої віком або настільки загримованої, щоб не відчути, як вона теплішає і ніжнішає, і як уся її кров вирує в жилах».

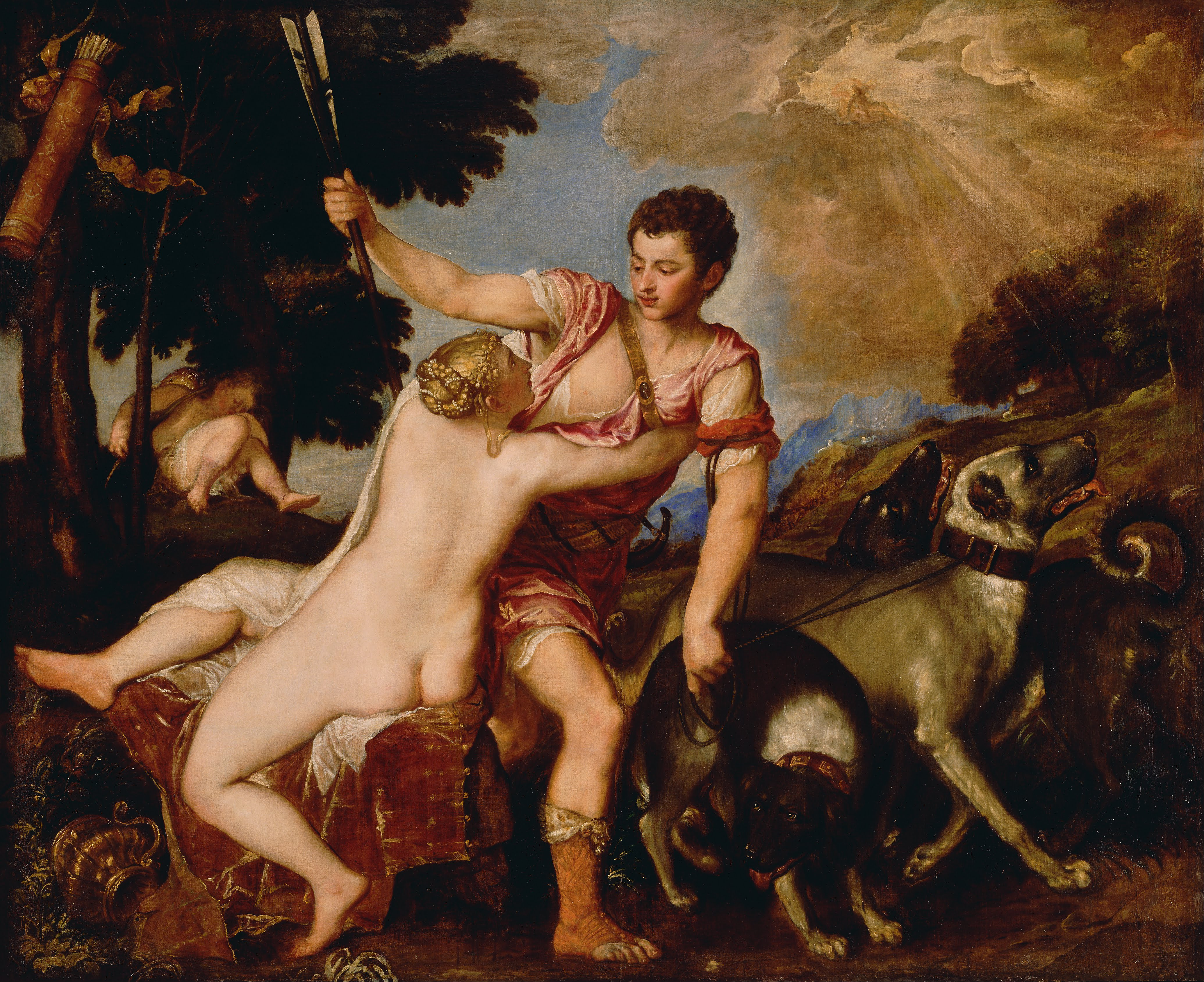
Музей Дж. Пола Гетті, Малібу

Те, що жінка намагається фізично стримати свого коханого, щоб він не покинув її, також було новим і ефективним жестом, якого немає в жодному з джерел Тіціана, який, «переносячи почуття втрати Венери після смерті Адоніса на його від'їзд», об'єднує «дві половини історії в єдиний момент кохання і втрати».
Пишучи про цю та інші міфологічні картини Тіціана тих же років, Сідней Джозеф Фрідберг сказав, що вони «передають відчуття, що в них було досягнуто надзвичайного рівня класичного вираження, оскільки чуттєвий досвід, так само як і досвід духу та розуму, набуває статусу ідеї. … У міру того, як відверта декоративність поступається глибині сенсу, колір у цих роботах стає тихішим, але як компенсація наповнюється грубішою вібрацією, яку перебирає на себе світло».

### «Лозаннська версія»
Потрапивши в приватну колекцію Лозанни, її не вдалося продати на Крістіз у 1998 році, але її виставили на аукціон Сотбі у 2022 році за оцінкою від 8 до 12 мільйонів фунтів. Він був позичений Музею Ешмола в Оксфорді. Смерть Адоніса зображена на задньому плані, а фігура на колісниці в небі, безумовно, є Венерою, оскільки її тягнуть лебеді, традиційний атрибут. Вільям Р. (Роджер) Реарік припустив, що ця картина є першою версією, надісланою іспанському королю Філіпу II у 1550-х роках, на стан якого Філіп скаржився після прибуття, можливо, прийнявши шов на полотні за складку. Згідно з цією гіпотезою, «Лозаннську» картину повернули до Венеції і замінили на версію, яка зараз знаходиться в Мадриді. Пенні не переконують ці «надзвичайні претензії», вбачаючи в них повторення, засноване на лондонській версії.
Картина, безсумнівно, була в Орлеанській колекції, і дуже ймовірно, що раніше це була одна з двох версій у колекції шведської королеви Христини в Римі та викрадена шведами з колекції Рудольфа II, імператора Священної Римської імперії в Празькому Граді в 1648 році. Після того, як Орлеанська колекція була розпорошена, вона належала художнику Бенджаміну Весту. Потім довгий час його мало бачили на публіці, поки в 2007 році його не виставили на виставці картин Тіціана в Беллуно. Невдовзі її на кілька років було позичено до Музею Ешмола в Оксфорді.

### Національна галерея, Лондон
Датується бл. 1554 р. і приписується майстерні Тіціана, хоча майстер, можливо, сам виконав «сміливий підмальовок», а також намалював голову Адоніса і волосся Венери.

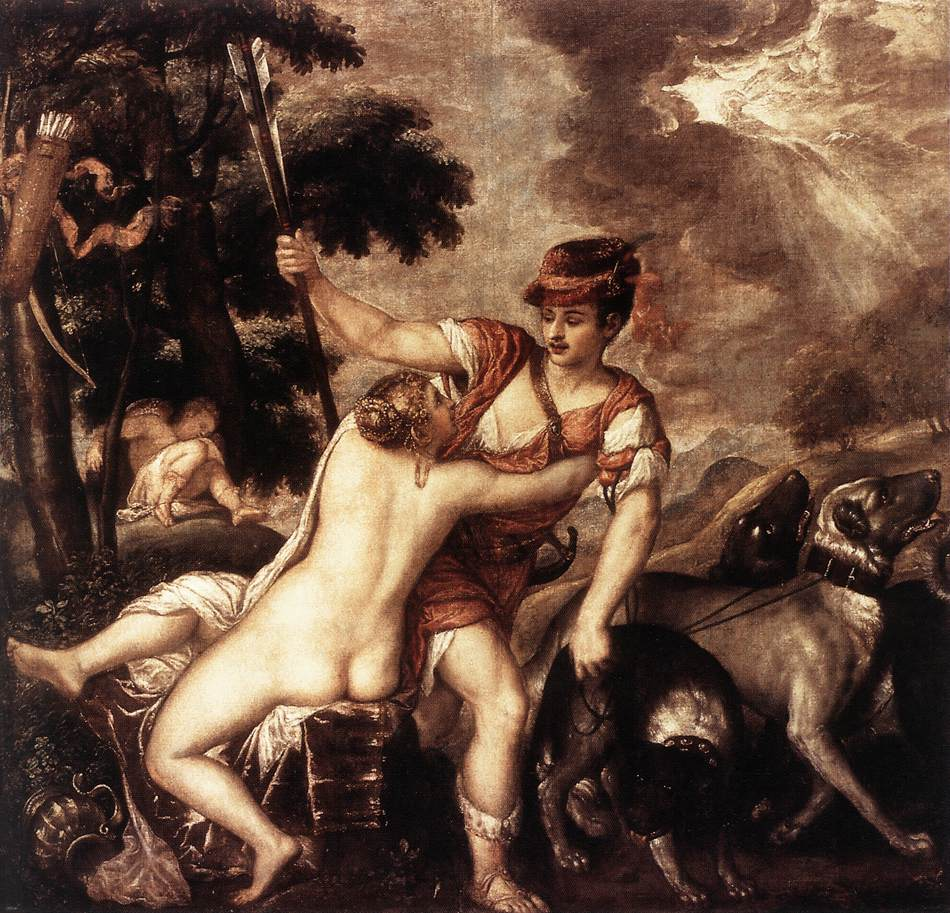
Національна галерея античного мистецтва, Рим

Пенні припускає, що це був «студійний макет», який зберігався у Венеції, коли версію з музею Прадо відправили до Мадрида, і в який шляхом копіювання було внесено незначні покращення композиції, які потім можна побачити в пізніших версіях (типу Прадо). До них можна віднести версії Гетті, Лозанни та Риму, які мають основні риси в досить ідентичних позиціях з лондонською версією, щоб їх можна було простежити від неї, що не спрацювало б з версії Прадо. Але композиція продовжувала розвиватися, і між версією Прадо і лондонською версією існують деталі і подібності, які не поділяють інші. До них належать такі: Адоніс не має одягу – він ледь закриває його плече і передпліччя (праворуч); Венера не сидить на білій тканині; шийка посудини повернута від глядача. І навпаки, прикладами деталей, відсутніх у версії Прадо, але наявних у лондонській та інших версіях, є нитка перлів у волоссі Венери, а також більший проміжок між обличчям Адоніса та ременем на грудях.
Її не можна простежити далі, ніж колекцію Сальвіаті у XVII столітті. Це була одна з тридцяти восьми картин з колекції Джона Джуліуса Ангерштейна, придбана британським урядом у 1824 році за 57 000 фунтів стерлінгів, яка сформувала первісне ядро Національної галереї.

### Музей Ґетті, Малібу
Версія в музеї Ґетті датована 1555–60 роками. Музей приписує її Тіціану, хоча інші в цьому не впевнені. Пенні вважає, що це репліка з майстерні, заснована на лондонській версії, але «є вагомі аргументи на користь його втручання» в таких місцях, як «картина тремтливих вогнів» на тканині, на якій сидить Венера.
Походження картини відстежується з опису 1648 року в Генуї, а потім включає Христину Шведську та Орлеанську колекцію. Як і більшість колекції, після Французької революції її купив консорціум у Лондоні. Вона була обрана членом консорціуму, Фредеріком Говардом, 5-м графом Карлайлом, як частина своєї частки, хоча він тримав її недовго. З 1844 по 1991 рік вона перебувала у колекції графів Нормантона та їхніх родичів. Музей придбав картину 1992 року.

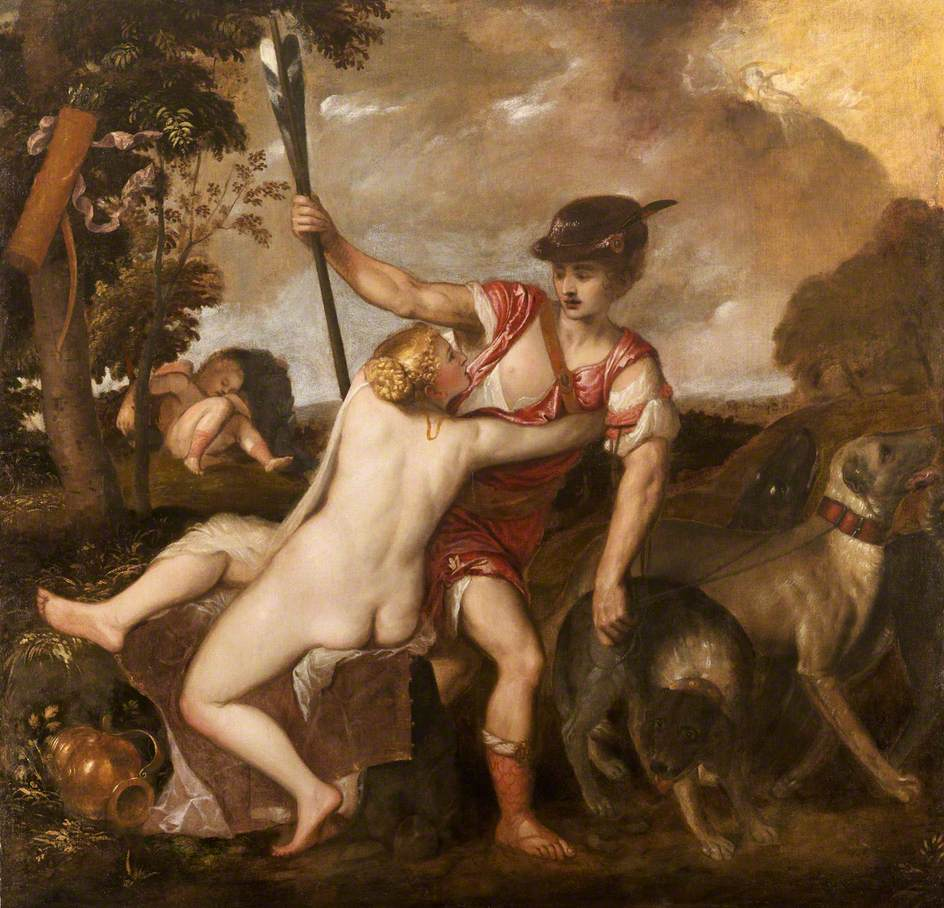
Версія Дульвіча, з капелюхом, майстерня Тіціана.

### Національна галерея античного мистецтва, Рим
У Національній галереї античного мистецтва (Палаццо Барберіні) в Римі є версія, яка, імовірно, була виконана приблизно в 1560 році. На цій версії Адоніс зображений у розкішному капелюсі із пір'ям, який також можна побачити у версії Далвіча нижче, а також у зменшеній (набагато меншій) версії в замку Алнік, який колись вважався моделлю Тіціана, ідея, яку зараз відхиляють. Дослідник Тіціана Гарольд Веті назвав капелюх «смішним» і «абсурдним», і вважав, що Тіціан не причетний до римської версії, «посереднього шкільного твору».
За словами Ніколаса Пенні, це «майже напевно» не одна з двох версій у колекції королеви Швеції Христини в Римі, як часто про це стверджують. Він каже, що це «лозаннська версія» і версія Гетті. Картина належала російському імператору Павлу I. Вона повернулася з Санкт-Петербурга до Італії завдяки венеціанському купцю П'єтро Конколо, щоб зрештою бути купленою римлянином Джованні Торлонія, 1-м князем Чивітелла-Чезі. У 1862 році її придбала колекція Палаццо Барберіні, нині Національна галерея стародавнього мистецтва.

### Картинна галерея Дульвіч, Лондон
Існує ще одна версія з капелюхом. У музеї кажуть: «Нещодавні консерваційні роботи дозволили нам підтвердити, що замість того, щоб бути копією кінця XVII століття, ця картина з великою ймовірністю була виконана в майстерні Тіціана в другій половині XVI століття». Картина датується 1554—1576 роками і знаходиться в музеї з 1811 року.

### Інші версії
Принаймні ще одна версія цілком може бути з майстерні Тіціана. Одна з них тривалий період перебувала в Рокебі-парку та була продана на Крісті 10 липня 2003 року в приватну колекцію. Зараз вона знаходиться в Гетчлендс-Парку графства Суррей, власності Національного фонду. Вона була пошкоджена та перефарбована, але, можливо, це була інша версія, збережена як студійна модель як у випадку з лондонською версією. Версія в московській приватній колекції, яка датується 1542—1546 роками, нещодавно була перевадена в статус копії та представлятиме найранішу відому версію типу Прадо, створену приблизно на десять років тому.

## Версії типу Фарнезе

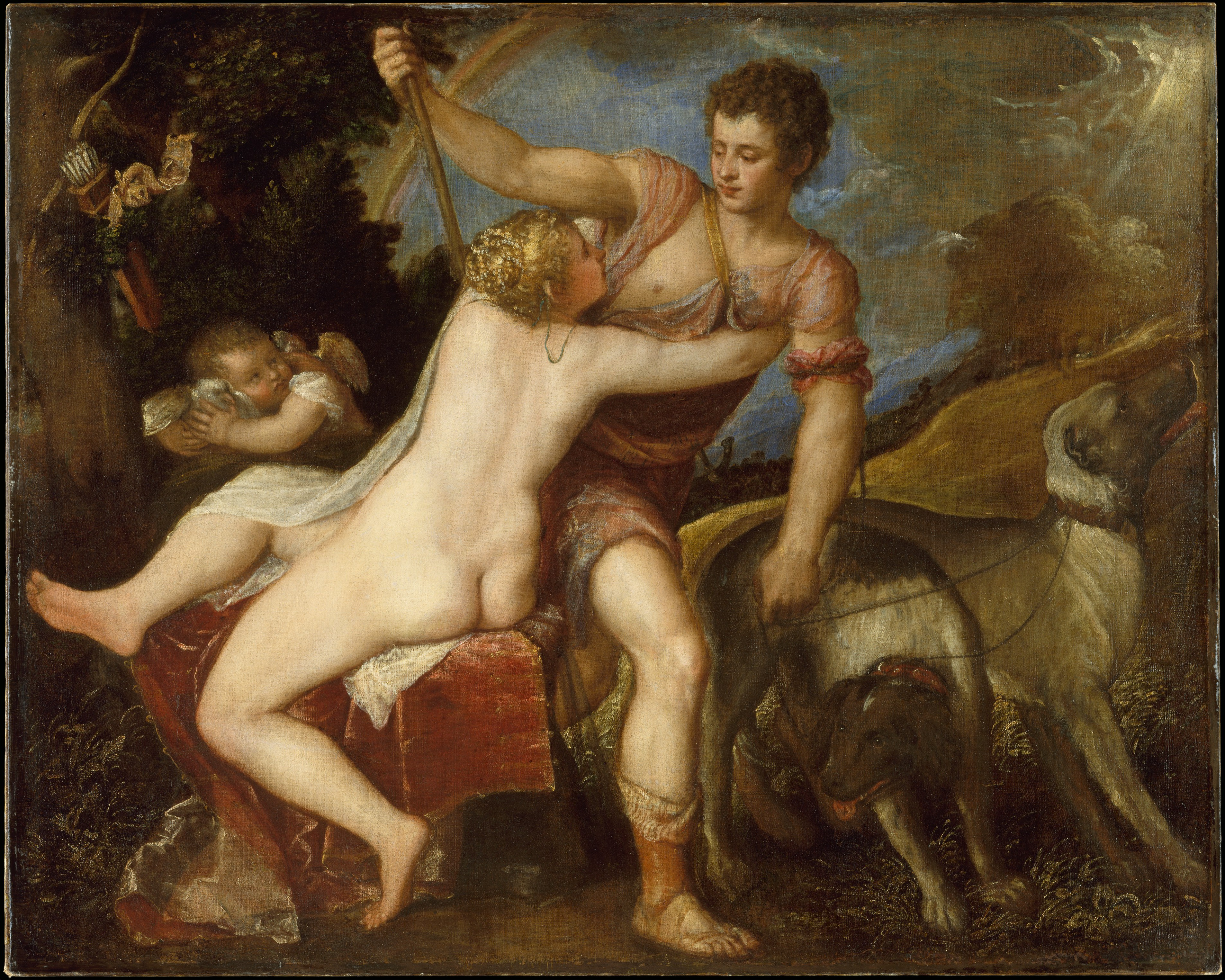
Музей мистецтв Метрополітен, типу Фарнезе.

Тип Фарнезе названий на честь картини, яка колись була в колекції Фарнезе, а потім у королівській колекції в Неаполі, але тепер втрачена або втрачена з поля зору. Однак це відомо з «дуже ретельного малюнка» (1762) і наступної гравюри (1769) Роберта Стренджа. Відмінності від версії з Прадо див. вище. Часто вважають, що це більш ранній з двох типів, можливо, створений у 1520-х роках, хоча це питання не вирішене, і здається очевидним, що обидва типи продовжували виготовлятися до кінця кар'єри Тіціана, а деталі, що розвиваються в композиції типу Прадо, з'являються у версіях з Фарнезе.
У Національній галереї є невеликий «Хлопчик з птахом», який, по суті, є точною копією Амура, за винятком відсутності крил. Раніше вважалося, що це твір XVII століття, але тепер його приписують майстерні Тіціана, або навіть самому Тіціану, і датують відносно раннім часом, ймовірно, 1520-ми роками.

### Національна галерея мистецтва, Вашингтон

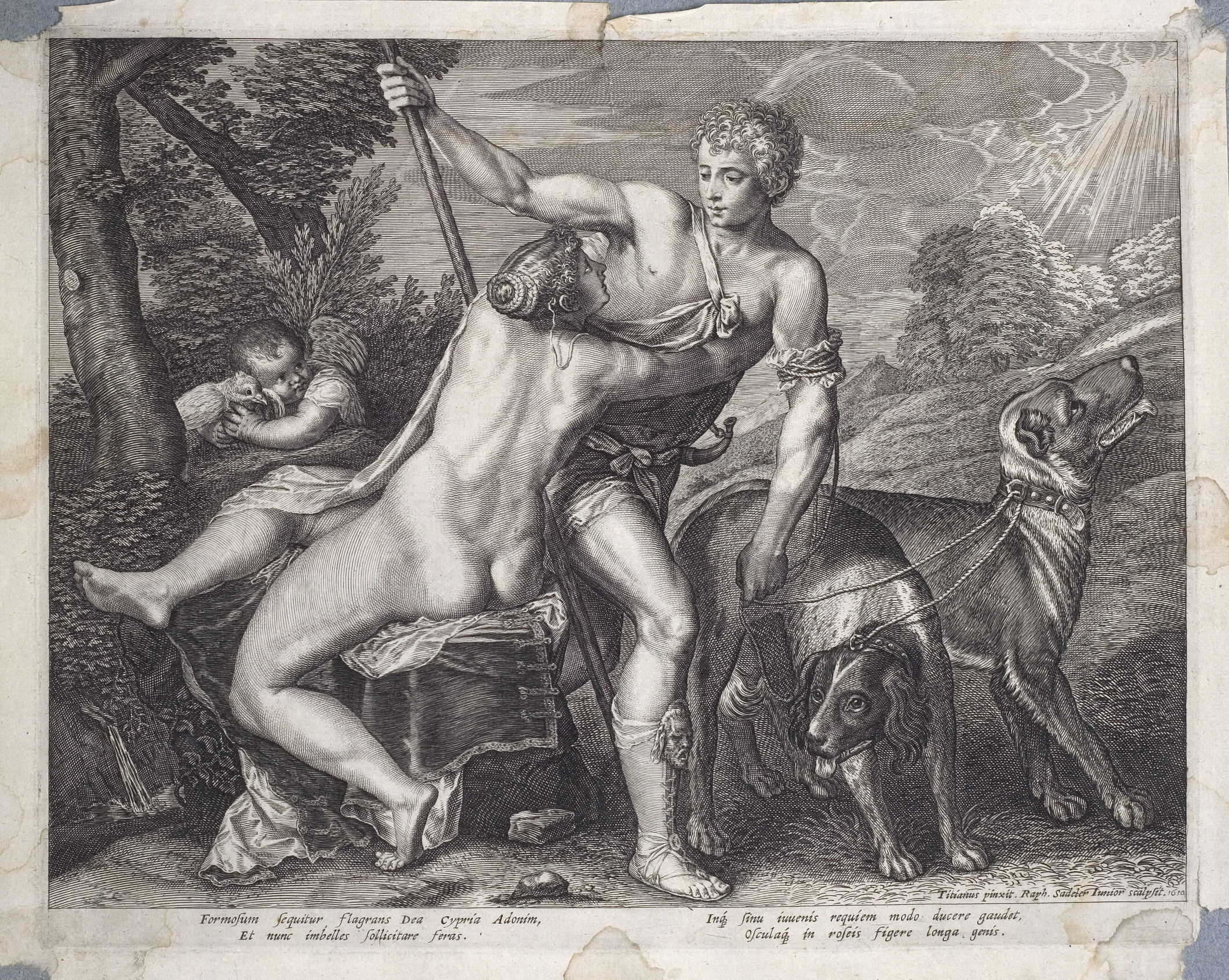
Гравюра Рафаеля Саделера II, 1610 р., заснована на Вашингтонському типі.

Вашингтонська копія датується бл. 1560 року і приписується Тіціану. Пенні вважає, що це «значною мірою автограф» (самого Тіціана), і з огляду на різні відмінності в деталях він припускає, що вона була «запланована, якщо не намальована, в той самий час, що й [версія з Прадо, тобто 1554 року], або, можливо, трохи раніше». Вона була вигравірувана Рафаелем Саделером II у 1610 році. Єдиною відмінністю серед описаних версій є невелике джерело чи струмок, що випадає ліворуч від фігур. Картина належала Енн Рассел Дігбі, дружині Джорджа Дігбі, 2-го графа Брістоля, 1685 року вона була успадкована родиною Спенсер, у руках якої вона залишалася до 1924 року. Потім її продали різним британським і американським арт-дилерам, а в 1942 році її придбала Національна галерея мистецтв.

### Метрополітен-музей, Нью-Йорк
Метрополітен-музей у Нью-Йорку має версію типу Фарнезе з незначними відмінностями, про які вони кажуть: «Ця версія була написана наприкінці його кар'єри, і її висока якість свідчить про те, що її виконав сам художник». Пенні вважає, що це «частково» робота Тіціана. Раніше вона була в колекції графів Дарнлі.

## Походження композиції

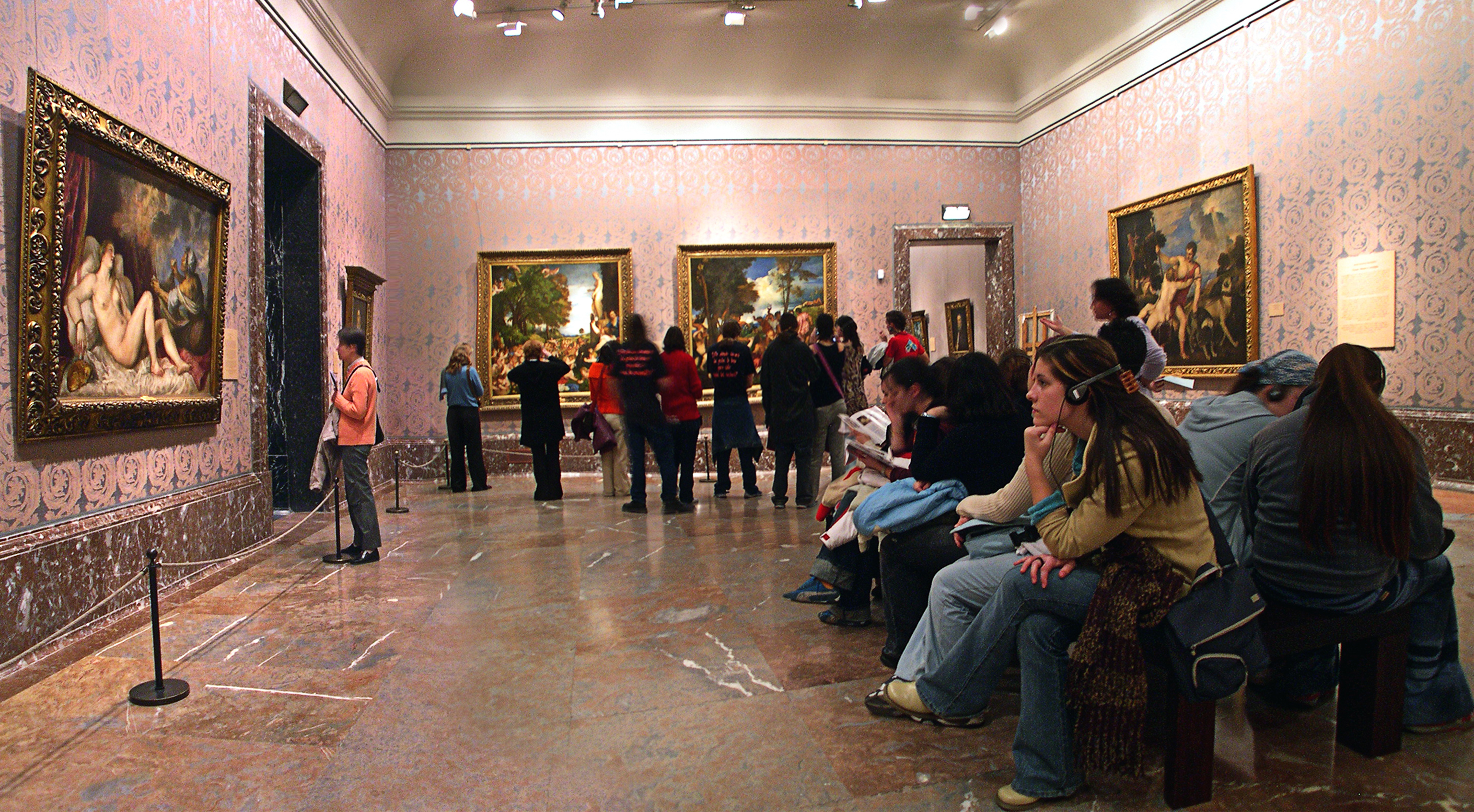
Картини Тіціана на виставці в Музеї Прадо (зліва направо: Даная та золотий дощ, Поклоніння Венері, Вакханка Андріанів та Венера й Адоніс)

Хоча найкращі вцілілі приклади типу Фарнезе або типу з двома собаками, схоже, датуються щонайменше періодом Прадо, цілком можливо, що саме ця композиція була первісною. Пол Джоаннідес припустив це, висунувши гіпотезу, що оригінальна втрачена картина Фарнезе або ще одна версія може датуватися 1520-ми роками або навіть раніше. Визнається, що стиснута композиція є більш драматичною, а «розширена» ліва частина типу Прадо у всіх версіях описується як «заплутана», «поза і положення» нового третього гончака ззаду «складні і важко розшифровуються», а вся картина «незграбна як аранжування».
Свідченням можливої найдавнішої версії є мініатюра на пергаменті в Берлі-гаусі, виконана англійським портретним мініатюристом Пітером Олівером з втраченої версії, що належала Томасу Говарду, 21-му графу Арунделу. Картина датована 1631 роком і була написана для англійського короля Карла І. У цій композиції, в цілому фарнезського типу, Адоніс не тримає списа, а обіймає Венеру. Оригінал картини Говарда був знищений у Відні в 1945 році і відомий лише за чорно-білими фотографіями. Вона ніколи не була каталогізована як картина самого Тіціана у Відні, і, ймовірно, була студійною копією втраченого оригіналу. Деталі форм і кольорів на цих копіях вказують на стиль Тіціана 1520-х або кінця 1510-х років, і є припущення, що на них зафіксовано перше зображення цього сюжету з цього періоду.
Збільшений розмір, можливо, був продиктований королем Філіпом. Ми знаємо, що версія Філіпа була задумана як пара з його версією «Данаї», яка також була зміненою та розширеною версією сюжету, вперше намальованого для Фарнезе (версія, яка зараз знаходиться в Неаполі). Висота Неаполітанської «Данаї» така ж, як і для втрачених Фарнезьких «Венери і Адоніса».
Поза Венери мала прецеденти у відомому класичному рельєфі під назвою il letto di Polyclito («Ліжко Полікліта»), де жінка є Психеєю (хоча в XVI столітті вважалося, що це Венера з Вулканом). Вона сидить на ліжку, на якому лежить її сплячий партнер, і обертається, щоб побачити його, спираючись на ліжко однією рукою, а іншою піднімаючи покривало. Тіціан мав різні можливості побачити версії або копії цієї дуже відомої композиції. Майстернею Рафаеля він уже використовувався у своїх фресках на віллі Фарнезіна в Римі для Геба в «Бенкеті богів». Джуліо Романо використовував його в Палаццо дель Те в Мантуї для «Бахуса і Аріадни». Тіціан рідко наближається до того, щоб цитувати інший твір.
Як і інші художники в різні періоди, Тіціан часто відгукувався на прохання повторити попередні композиції різного типу. Особливо часто копіювали низку його міфологічних оголених натур. Існує принаймні п'ять версій «Данаї» від нього або його майстерні, які також поділяються на два основних типи: одна вперше була намальована для Фарнезе, а інша для Філіпа II. «Венера і музикант» — ще одна оголена тема з кількома версіями, у двох основних типах, одна з органістом і інша з лютністом. На подушках Венеру супроводжує болонка (різного виду) або амур.

## У літературі

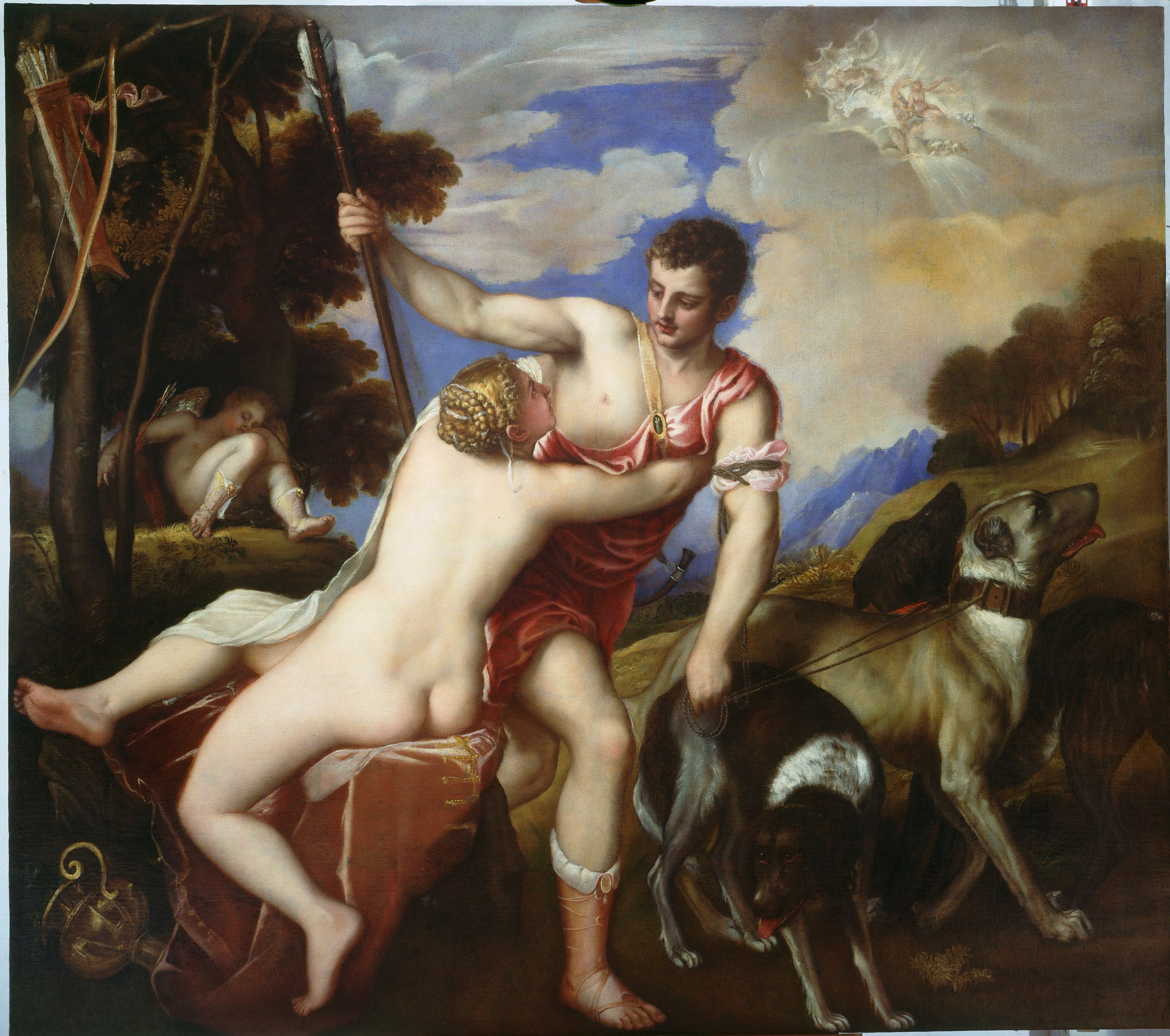
Московська версія, що датується 1542–46 рр.

Іспанський драматург Лопе де Вега (1562—1635) був «зачарований» картиною і згадує її в кількох п'єсах, причому в одній із них її відбиток є сценічним реквізитом.
«Венера і Адоніс» — поема Вільяма Шекспіра, опублікована в 1593 році і, ймовірно, перша публікація Шекспіра. Як зазначив Ервін Панофскі, поема має схожість із картиною Тіціана, загальну в тому, що Венері важко привабити дуже молодого Адоніса, і конкретну деталь Венери, яка намагається фізично стримати його від полювання, як у Тіціана.

## Можлива послідовність написання копій
Підсумовуючи складну історію вищезгаданих версій, можна запропонувати такий часовий графік:
- 1518–1520-ті роки: Національна галерея «Хлопчик із голубом»[44].
- середина 1520-х років: ймовірно втрачений оригінал типу Фарнезе без списа[45].
- 1542–46: нещодавно просунута московська версія, якщо так, перша в стилі Прадо.
- середина 1540-х: втрачена версія для Фарнезе[38].
- 1554: версія Прадо для Філіпа Іспанського, з лондонською версією приблизно в той же час[46]. Пенні припускає, що вашингтонські та столичні версії Фарнезе датуються трохи пізніше, саме в такому порядку[26].
- 1554—1560 рр. або пізніше: версії Лозанни, Гетті, Риму та Дулвіча.

## Тіціанова серія «Поезії» для Філіпа II
- «Даная», доставлена Філіпу в 1553 році, нині колекція Веллінгтона, з попередніми та пізнішими версіями.
- «Венера і Адоніс», Музей Прадо, доставлений 1554 р., і кілька інших версій
- «Викрадення Європи», прибл. 1560, Музей Ізабелли Стюарт Гарднер
- «Діана і Актеон», 1556—1559, спільне володіння Національної галереї Лондона та Національної галереї Шотландії в Единбурзі
- «Діана та Каллісто», 1556—1559, спільне володіння Національної галереї Лондона та Національної галереї Шотландії в Единбурзі
- «Персей і Андромеда», Колекція Воллеса, прибл. 1553—1562 роки
- «Смерть Актеона», Національна галерея, ніколи не доставлялася і не завжди враховувалась у серії, прибл. 1559 і далі

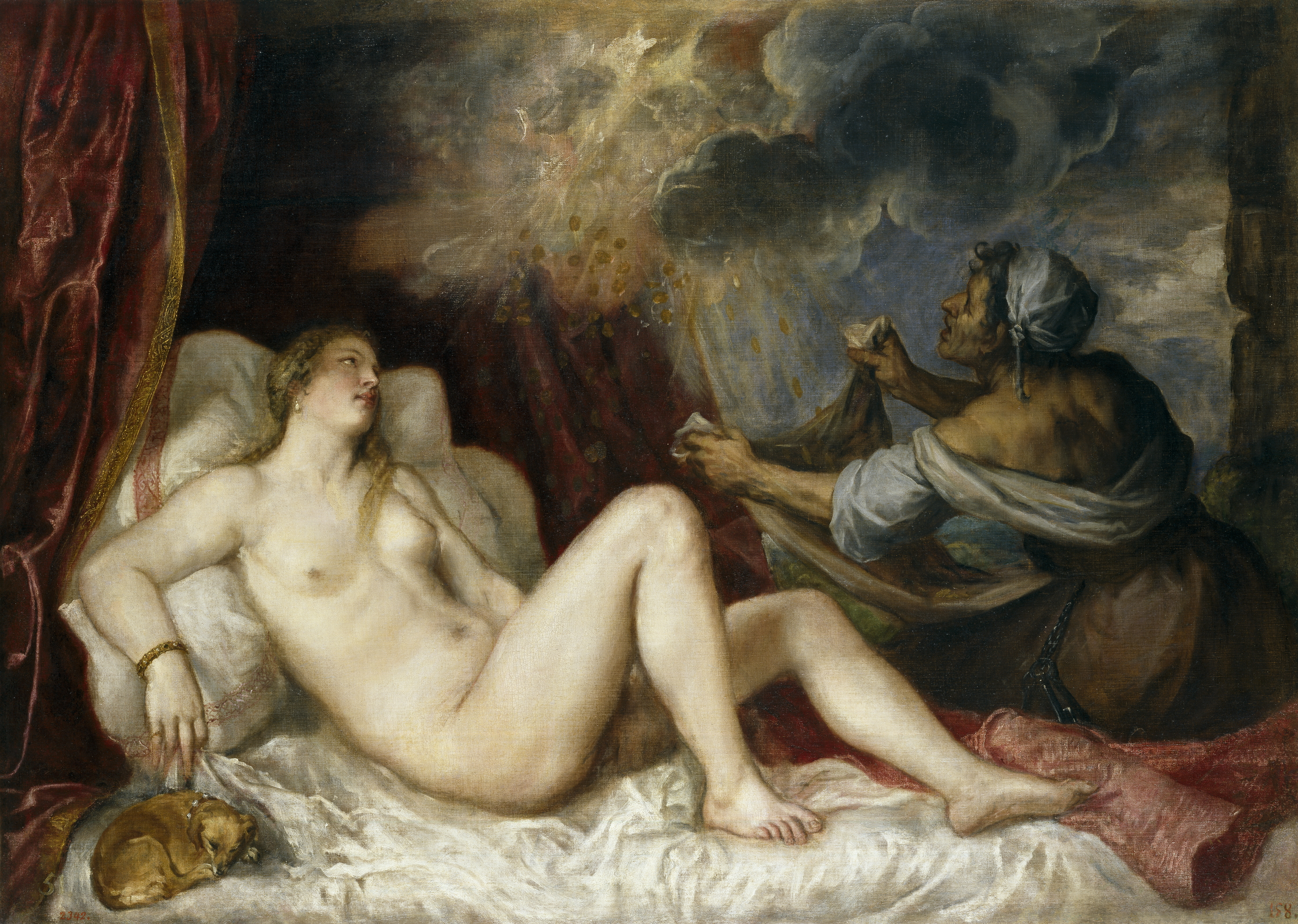
«Даная»
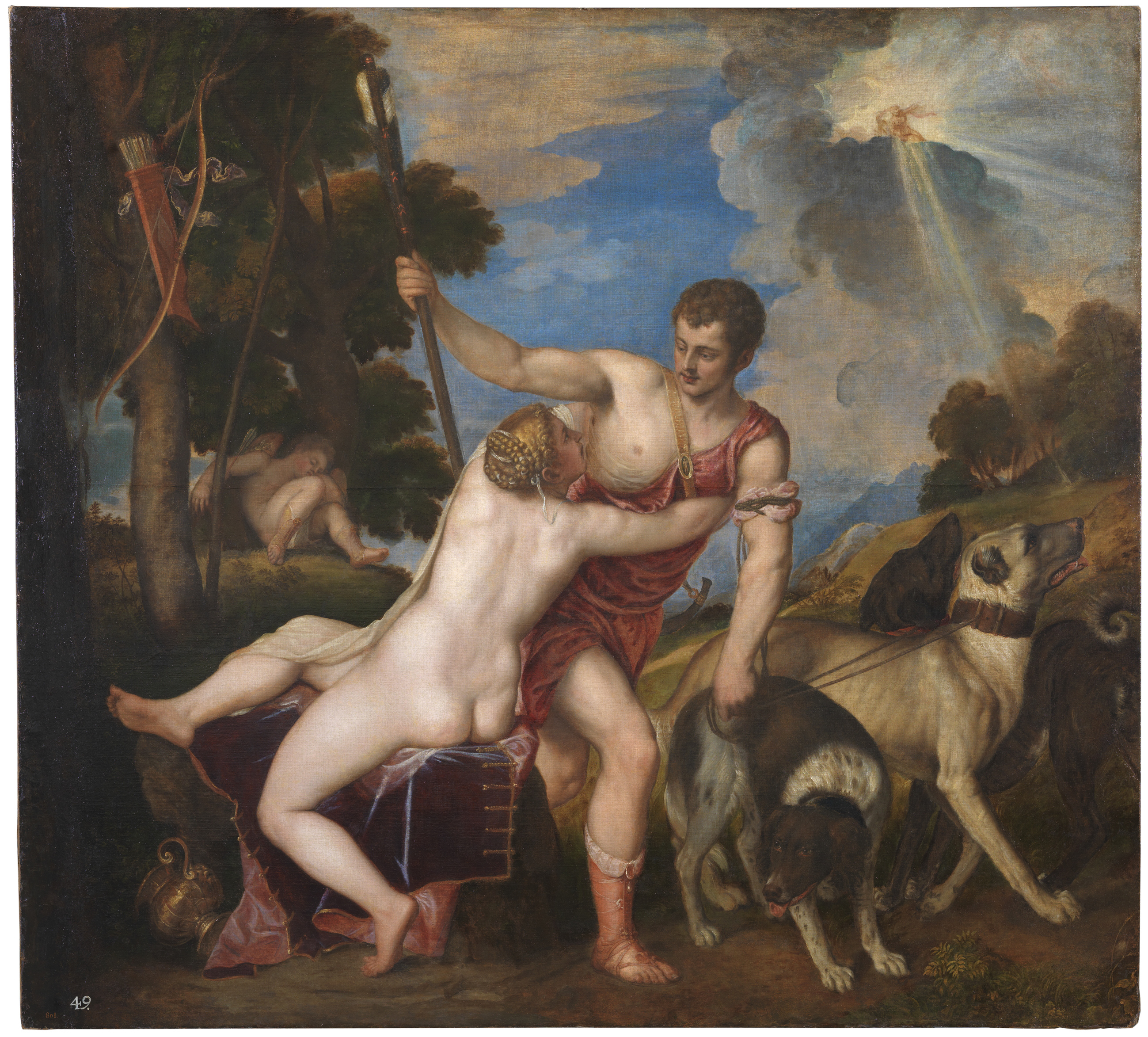
«Венера і Адоніс»
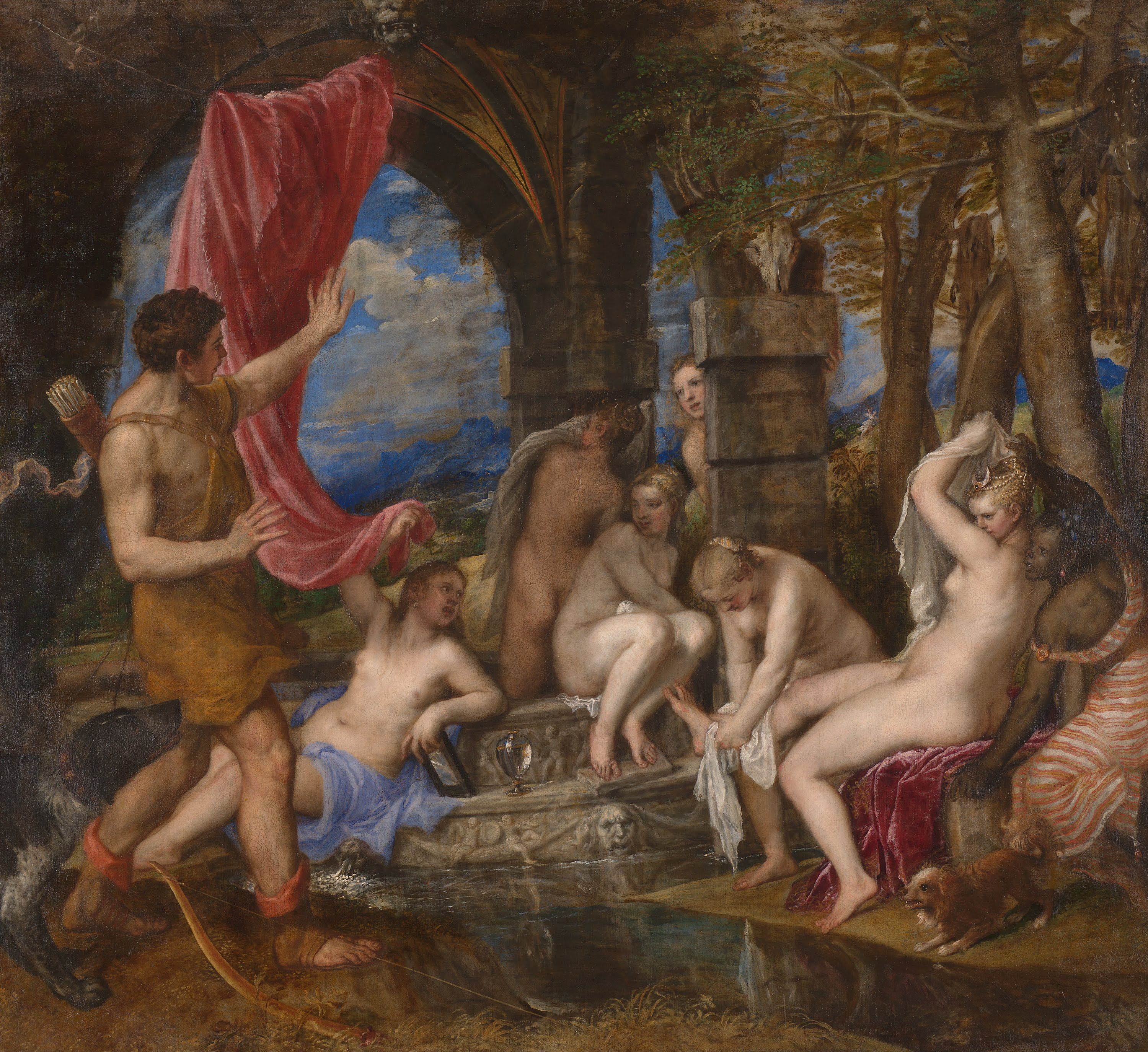
«Діана і Актеон»
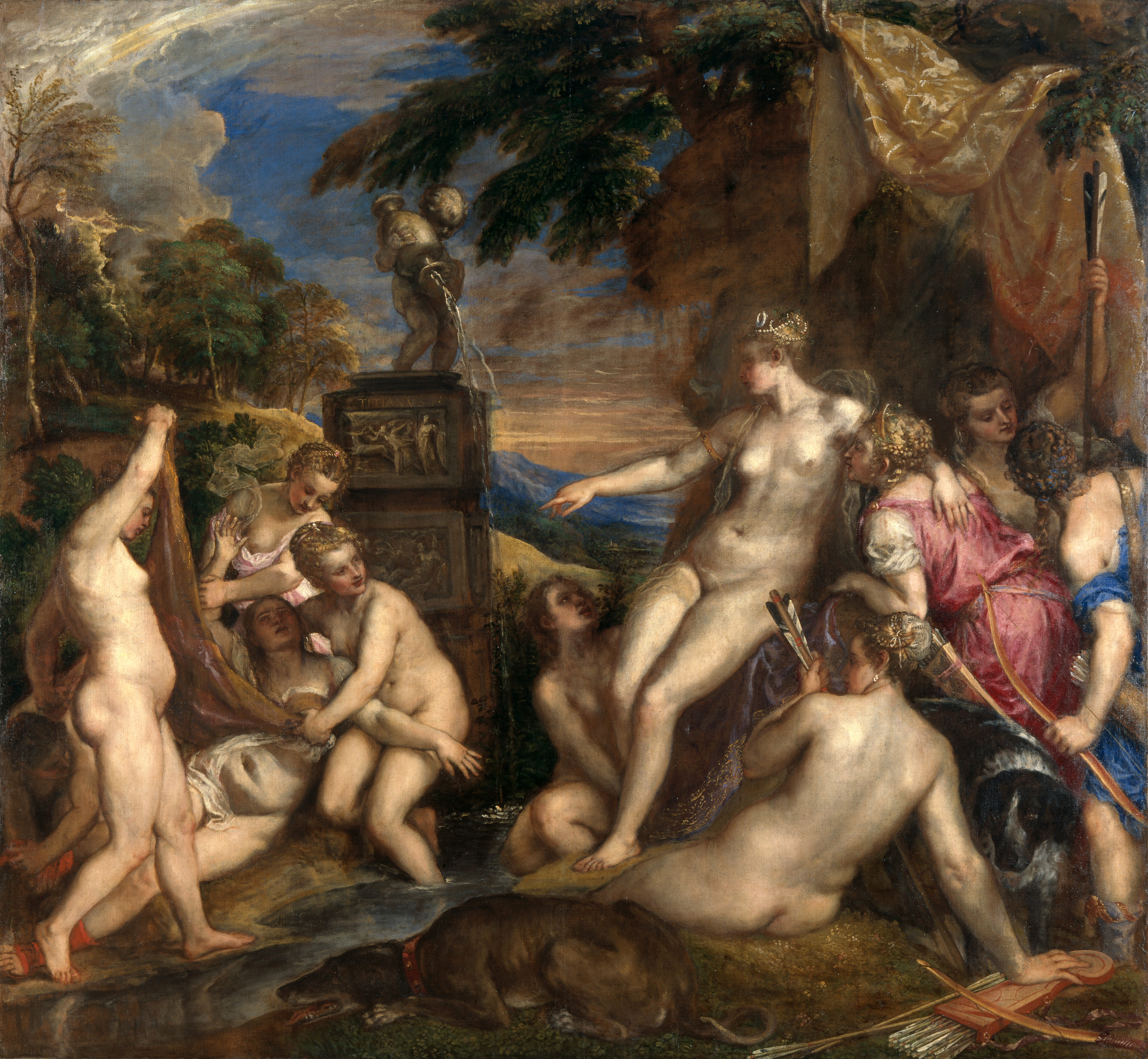
«Діана і Каллісто»
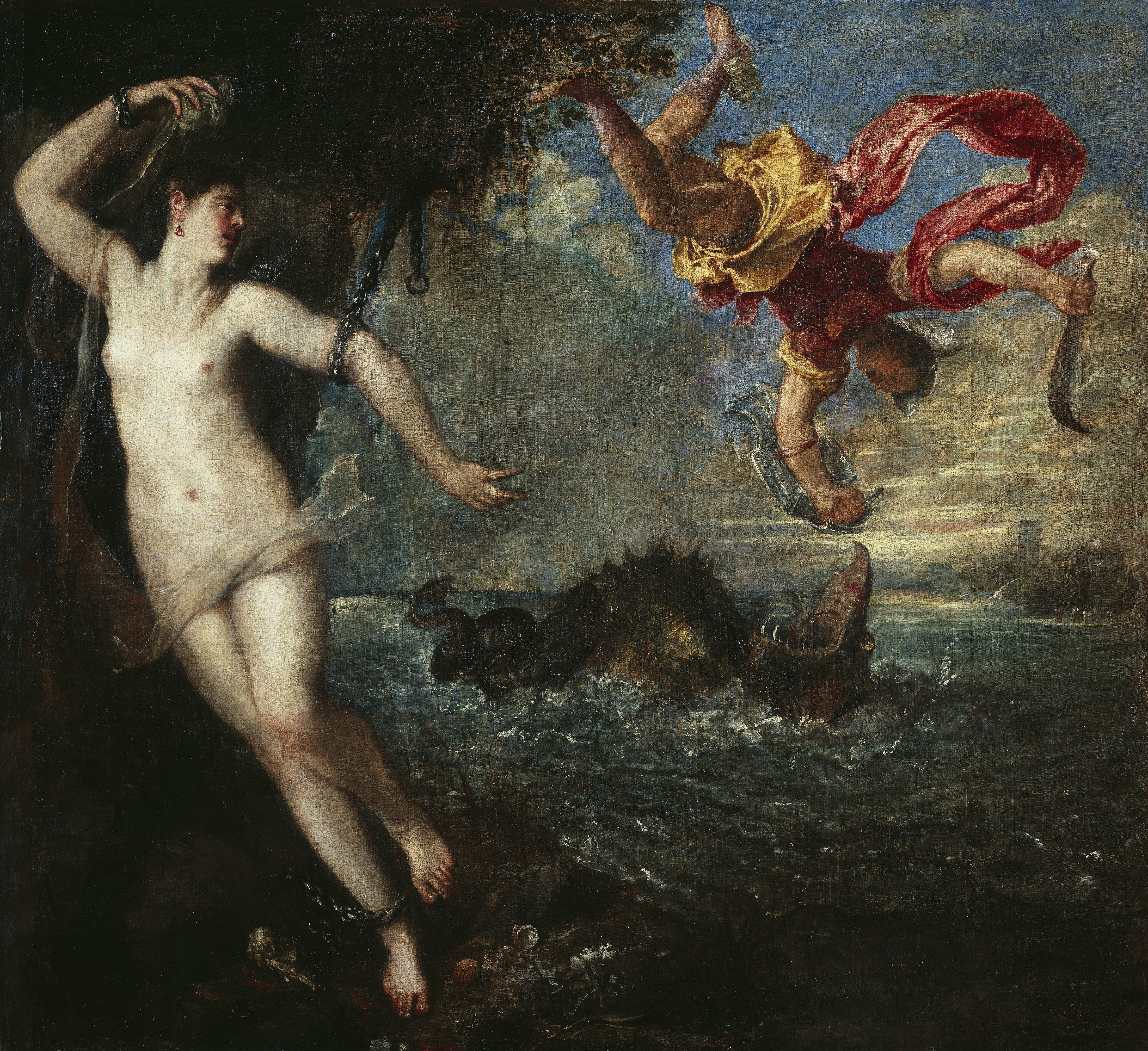
«Персей і Андромеда»
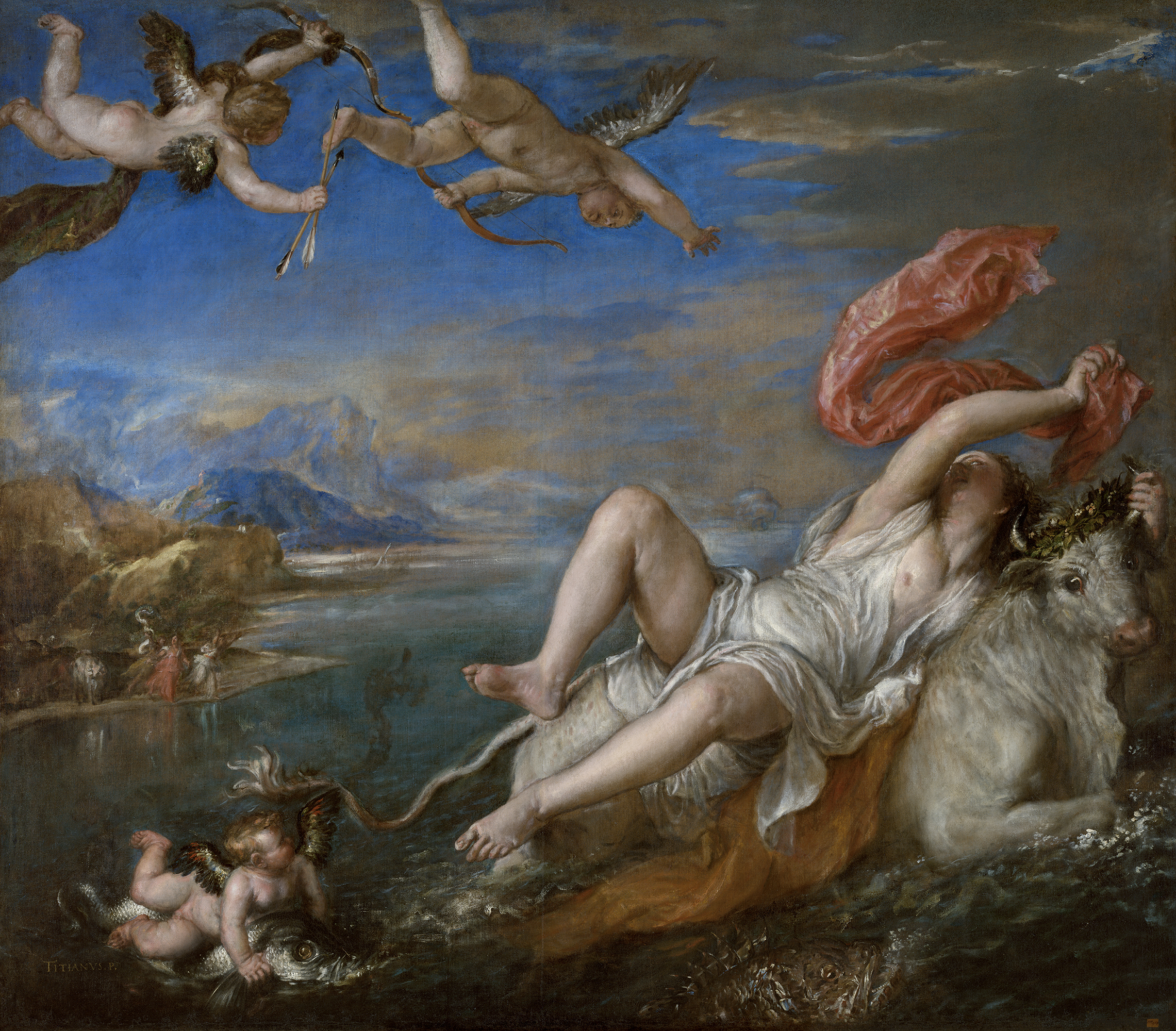
«Викрадення Європи»
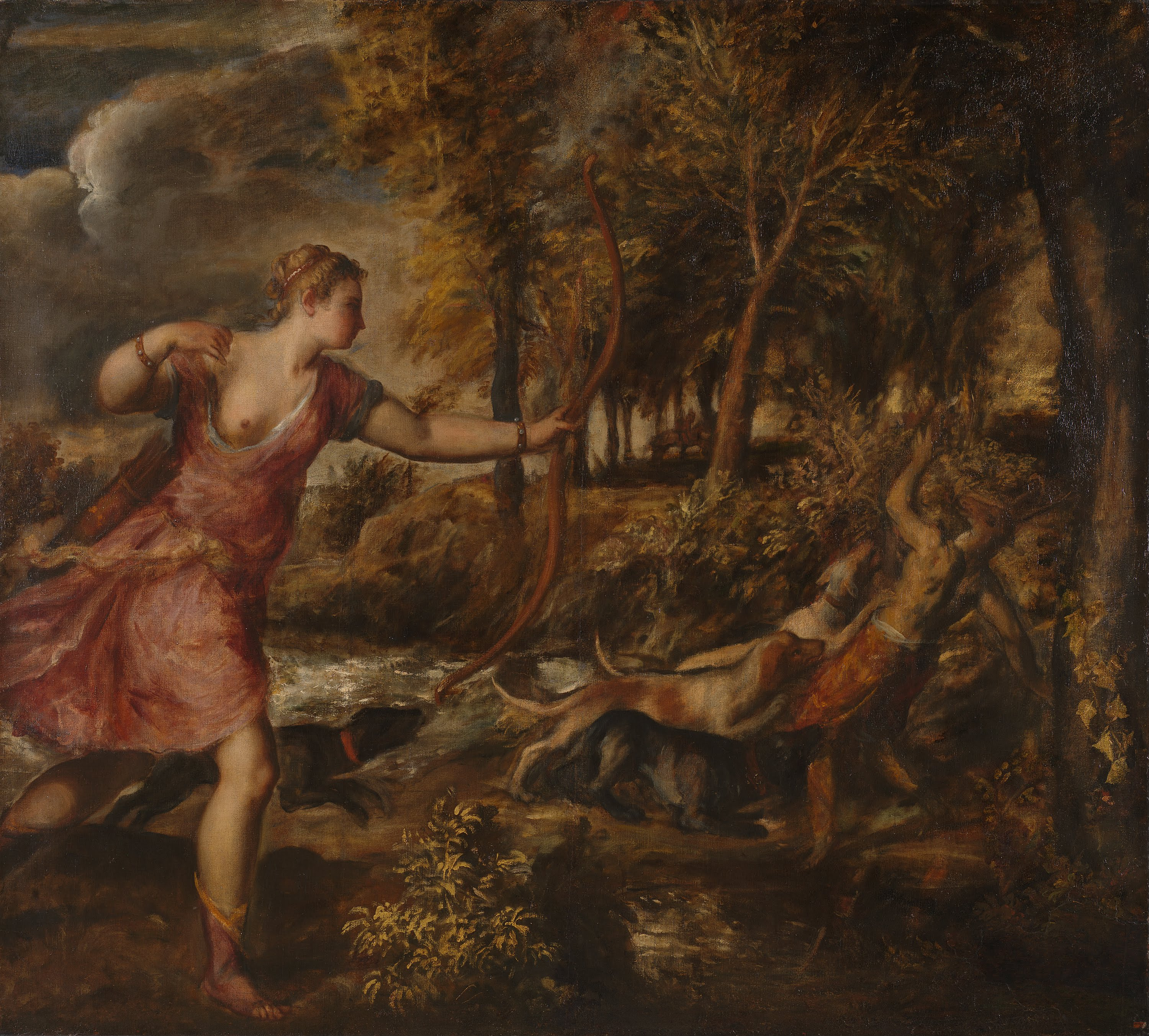
«Смерть Актеона»

## Подальше читання
- Falomir, Miguel, Joannides, Paul, «Danaë and Venus and Adonis: Origin and Development» / «Dánae y Venus y Adonis, las primeras poesías de Tiziano para Felipe II», Boletín del Museo del Prado, 2014, pp. 7–51, узагальнено англійською мовою Prado
- Хейл, Шейла, Тіціан: Його життя, HarperCollins, Нью-Йорк, Нью-Йорк, 2012,ISBN 978-0-00717582-6
- Панофскі, Ервін, Проблеми в Тіціані, переважно іконографічні, 1969